# Thomas Mytton

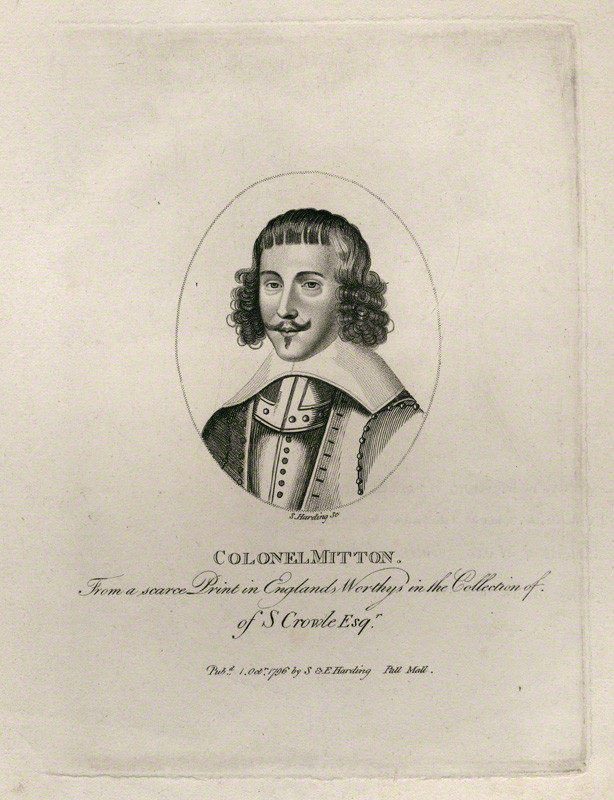
Thomas Mytton, incisione del 1796

Thomas Mytton (1597 c. – Londra, 29 novembre 1656) è stato un politico e generale inglese nell'esercito parlamentare durante la guerra civile inglese.

## Biografia
Era nato intorno al 1597, figlio di Richard Mytton di Halston, Shropshire, e di sua moglie Margaret Owen, figlia di Thomas Owen di Condover. L'unica sorella di Thomas, Sarah, sposò il colonnello realista e parlamentare Sir Edward Acton, primo baronetto.
Mytton si iscrisse al Balliol College di Oxford l'11 maggio 1615, all'età di 18 anni, e divenne uno studente del Lincoln's Inn nel 1616.
Il 10 aprile 1643 il Parlamento associò lo Shropshire allo Warwickshire e allo Staffordshire sotto il comando di Basil Feilding, II conte di Denbigh e Mytton fu nominato come uno dei componenti del comitato per lo Shropshire. L'11 settembre 1643 Sir Thomas Myddelton e Mytton presero insieme Wem e vi stabilirono la prima guarnigione parlamentare nello Shropshire. Mytton fu nominato governatore e in ottobre sconfisse il tentativo di Lord Capel di riconquistare la città. Il 12 gennaio 1644 sorprese dei cavalieri a Ellesmere, catturando Sir Nicholas Byron, Sir Richard Willis e un convoglio di munizioni. Il 23 giugno 1644, in collaborazione con Lord Denbigh, catturò Oswestry e riuscì a mantenerla contro un tentativo monarchico di riconquista. Fu nominato governatore di Oswestry, e i giornali furono pieni di elogi nei suoi confronti. Il 22 febbraio 1645 prese parte alla cattura di Shrewsbury, anche se il merito fu contestato tra lui e il tenente colonnello Reinking.
Con l'approvazione della Self-denying Ordinance, Sir Thomas Myddelton, un membro in carica del parlamento, fu obbligato a scegliere tra i due incarichi che ricopriva, e Mytton divenne il comandante in capo delle forze delle sei contee del Galles del Nord il 12 maggio 1645. Fu anche nominato Alto sceriffo dello Shropshire, il 30 settembre 1645. Da allora viene spesso descritto come Maggior generale Mytton. Prese parte alla sconfitta di Sir William Vaughan vicino a Denbigh il 1º novembre 1645, frustrando i tentativi monarchici di alleviare Chester. Dopo la caduta di Chester, assediò il resto delle guarnigioni realiste nel Galles del nord: Ruthin (12 aprile 1646), Carnarvon (5 giugno 1646), Beaumaris (14 giugno 1646), la città e il castello di Conwy (9 agosto, 18 novembre 1646), Denbigh (26 ottobre 1646), Castello di Holt (13 gennaio 1647) e Castello di Harlech (15 marzo 1647) che si arresero alle forze di Mytton. Il Parlamento mantenne Mytton come comandante in capo nel Galles del nord dopo lo scioglimento dell'esercito (8 aprile 1647), e lo nominò vice ammiraglio del Galles del nord al posto di Glyn (30 dicembre 1647). Gli furono inoltre concesse 5.000 sterline provenienti dalle proprietà confiscate ai realisti..
Nella seconda guerra civile Mytton fu di nuovo attivo dalla parte parlamentare e recuperò Anglesey dai monarchici. L'esecuzione del re non scosse la sua adesione al parlamento e nel settembre 1651 accettò di agire come membro della corte marziale che condannò a morte James Stanley, VII conte di Derby. Rappresentò lo Shropshire nel primo Parlamento del Protettorato convocato da Oliver Cromwell nel 1654. .
Nel 1629 Mytton sposò Margaret (o Magdalen) Napier, figlia di Sir Robert Napier, 1° Baronetto, di Luton Hoo nel Bedfordshire (1560-1637), e sorella della seconda moglie del generale Sir Thomas Myddelton di Chirk, suo collega parlamentare comandante durante la Guerra civile, un legame con il partito parlamentare nella contea fortemente monarchica dello Shropshire.. Da Margaret ebbe dei figli tra cui:
- Richard Mytton, sceriffo dello Shropshire nel 1686.
- Mary Mytton, moglie del realista Sir Thomas Harris di Boreatton.
- Un'altra figlia sposò il colonnello Roger Pope, un parlamentare.

Mytton morì a Londra nel 1656, all'età di circa cinquantanove anni, e fu sepolto il 29 novembre nella chiesa di Old St Chad, a Shrewsbury..